# DECT
DECT (Digital Enhanced Cordless Telecommunications), é uma norma ETSI muito utilizada em telefones portáteis. Os postos de conversação DECT utilizam comunicação digital sem fios. A norma DECT também pode ser utilizada para comunicações sem fios de dados digitais.
Os equipamentos DECT podem ser organizados em uma rede celular em que cada posto portátil se associa automaticamente à estação base mais adequada, tal como acontece nas redes celulares GSM. No entanto, a maioria dos equipamentos DECT apenas permite uma utilização num raio de 100m, enquanto em GSM é comum o suporte de distâncias até 10 km. Adicionalmente, ao contrário do que acontece em GSM, em DECT não é permitida a mobilidade dos postos portáveis durante o período em que uma chamada se encontra estabelecida.
Algumas propriedades do DECT:
- velocidade de transferência: 32 kbit/s
- frequência: 1900 GHz
- canais: 10 (1880..1900 GHz)
- ciclos: 2 x 12 (Ciclos alto e baixo)
- seleção de canais: Dinâmica
- densidade de tráfego: 10000 Erlangs/km²

A comunicação segunda a norma DECT utiliza:
- Modulação GFSK
- Acesso Múltiplo por divisão de frequência (FDMA),
- Time division multiple access Acesso Múltiplo por Divisão de Tempo (TDMA),
- Time division duplex (TDD)

A potência emitida tanto pelos dispositivos portáteis como pelas bases respectivas é de 100 mW.
A camada de acesso ao meio da pilha protocolar DECT é a estrutura que controla o acesso ao meio físico. Disponibiliza serviços de comunicação de datagramas e de comunicação orientada à conexão e de difusão (broadcasting). Os mecanismos de criptografia e desencriptação são também implementados a este nível.
A camada de Ligação (Data Link Layer) utiliza uma variante do protocolo de dados da RDIS (Rede Digital com Integração de Serviços), designado por LAP-C. Ambos estão basados em HDLC.
A camada de Rede implementa diversos tipos de serviços:
- Controle de chamada (CC)
- Serviços suplementares independentes de chamadas (CISS)
- Serviço de mensagens orientado à conexão (COMS)
- Serviço de mensagens sem conexão (CLMS)
- Administração de Mobilidade (MM)

Todos estes serviços comunicam através de uma Entidade de Controlo de Ligação (LCE).
O GAP é um perfil de interoperabilidade para os equipamentos DECT. A intenção é todos os diferentes produtos definidos dentro dos limites da norma DECT, sejam capazes de interoperar de forma a implementarem, no mínimo, as funcionalidades básicas de conversação telefónica. Desta forma, qualquer telefone que suporte GAP pode ser registado em qualquer base que também o suporte, podendo portanto ser usado para fazer ou receber chamadas. O suporte do perfil GAP não garante, no entanto, o acesso a funcionalidades avançadas da base, como por exemplo a operação de um atendedor automático aí embebido. A maioria dos dispositivos DECT a nível de consumidor suportam também o perfil GAP, mesmo aqueles não anunciam esta funcionalidade.
A norma DECT foi desenvolvida pela ETSI e adotada por diversos países em todo o mundo. Os equipamentos DECT são utilizados em todos os países da Europa, na Austrália e também na maior parte dos países da Ásia e América do Sul. Na América do Norte, devido a restrições quanto às frequências que podem ser usadas nos EUA, foi adotada uma variação da norma (mais restrita) que recebeu o nome de 'DECT 6.0'.